# Lotte (Westfalia)
Lotte (en idioma bajo alemán, Luote) es un municipio de Alemania situado en el estado de Renania del Norte-Westfalia. Tiene una población estimada, a fines de noviembre de 2023, de 14 432 habitantes.
Está ubicado en el distrito de Steinfurt, en la región de Tecklenburger Landes.
El municipio fue fundado el 1 de enero de 1975 a partir de la Amt Lotte, que estaba integrada por los municipios previamente independientes de Lotte y Wersen.

## Geografía
La localidad está ubicada al norte del Bosque Teutónico, cerca de la frontera con Baja Sajonia y aproximadamente a 10 km al oeste de Osnabrück. 

### Subdivisiones
El municipio está subdividido en cuatro distritos:
- Lotte (Alt-Lotte)
- Büren
- Halen
- Wersen

## Historia

### Prehistoria
En el área del municipio de Lotte se encuentran tres tumbas del Neolítico de la cultura de los vasos de embudo. 

### Edad Media: hasta 1400
Las historias del pueblo de Lotte y de la comunidad agrícola de Osterberg están estrechamente relacionadas. Sin embargo, ambos pueblos no surgieron juntos. Lotte perteneció anteriormente a la parroquia de St. Marien, en Osnabrück, mientras que Osterberg era parte del actual distrito de Leeden, en Tecklenburger.